# Hohenbergiopsis guatemalensis
Hohenbergiopsis guatemalensis är en gräsväxtart som först beskrevs av Lyman Bradford Smith, och fick sitt nu gällande namn av Lyman Bradford Smith och Robert William Read. Hohenbergiopsis guatemalensis ingår i släktet Hohenbergiopsis och familjen Bromeliaceae. Inga underarter finns listade i Catalogue of Life.

## Bildgalleri

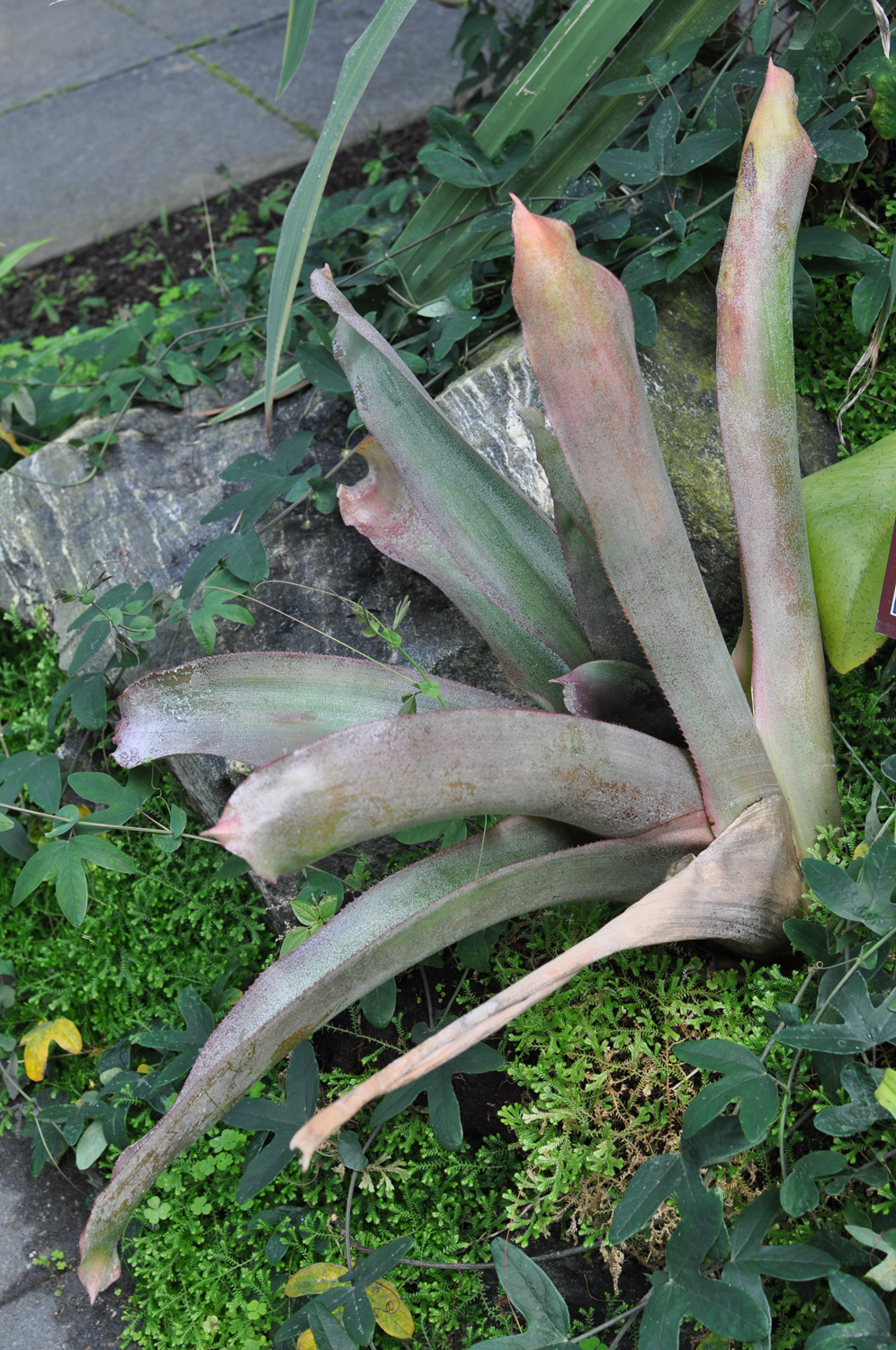